# Trưng cầu dân ý Krym 2014

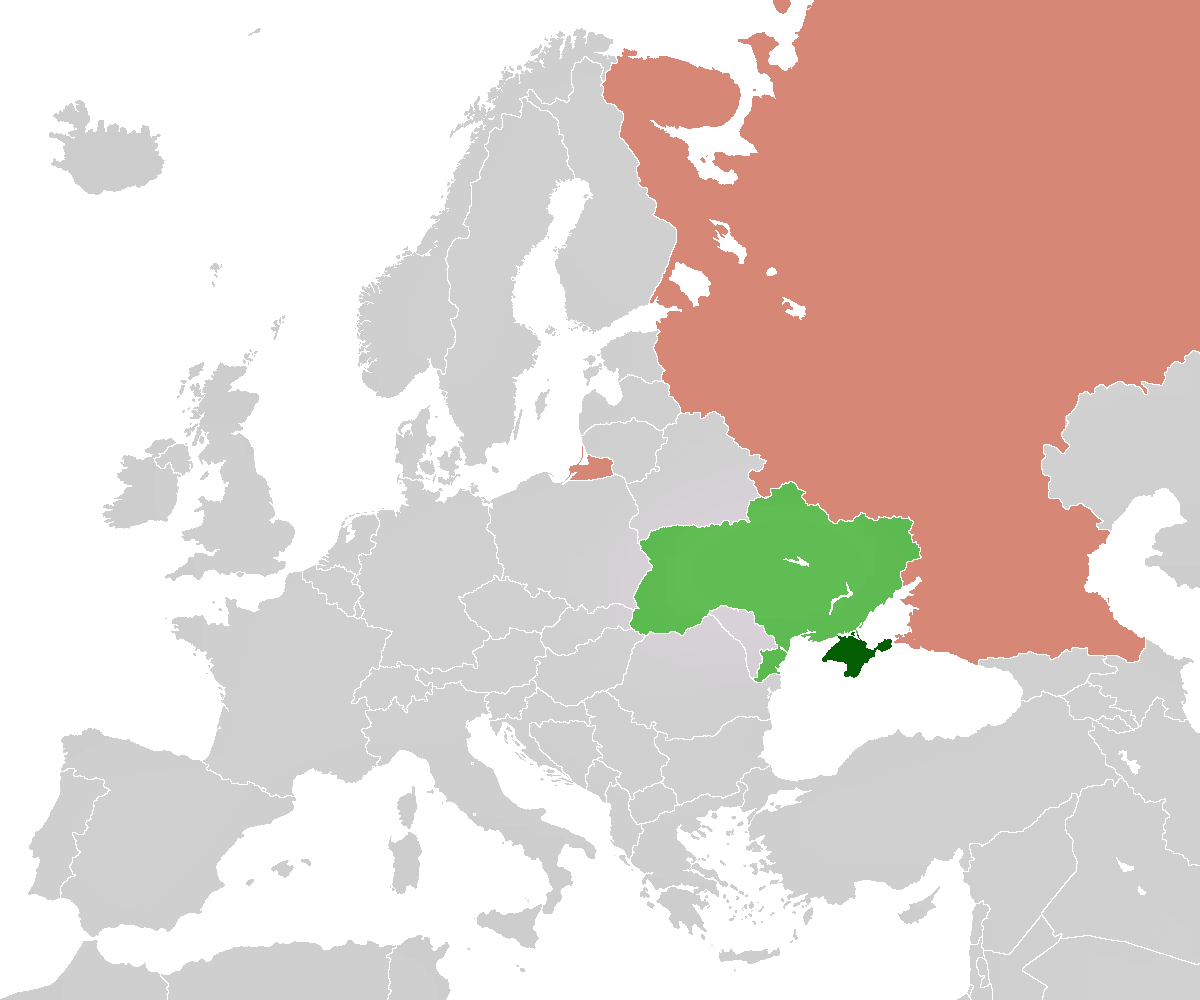
Vị trí của Ukraina với Krym và vị trí của Nga
Krym
Phần còn lại Ukraina
Nga

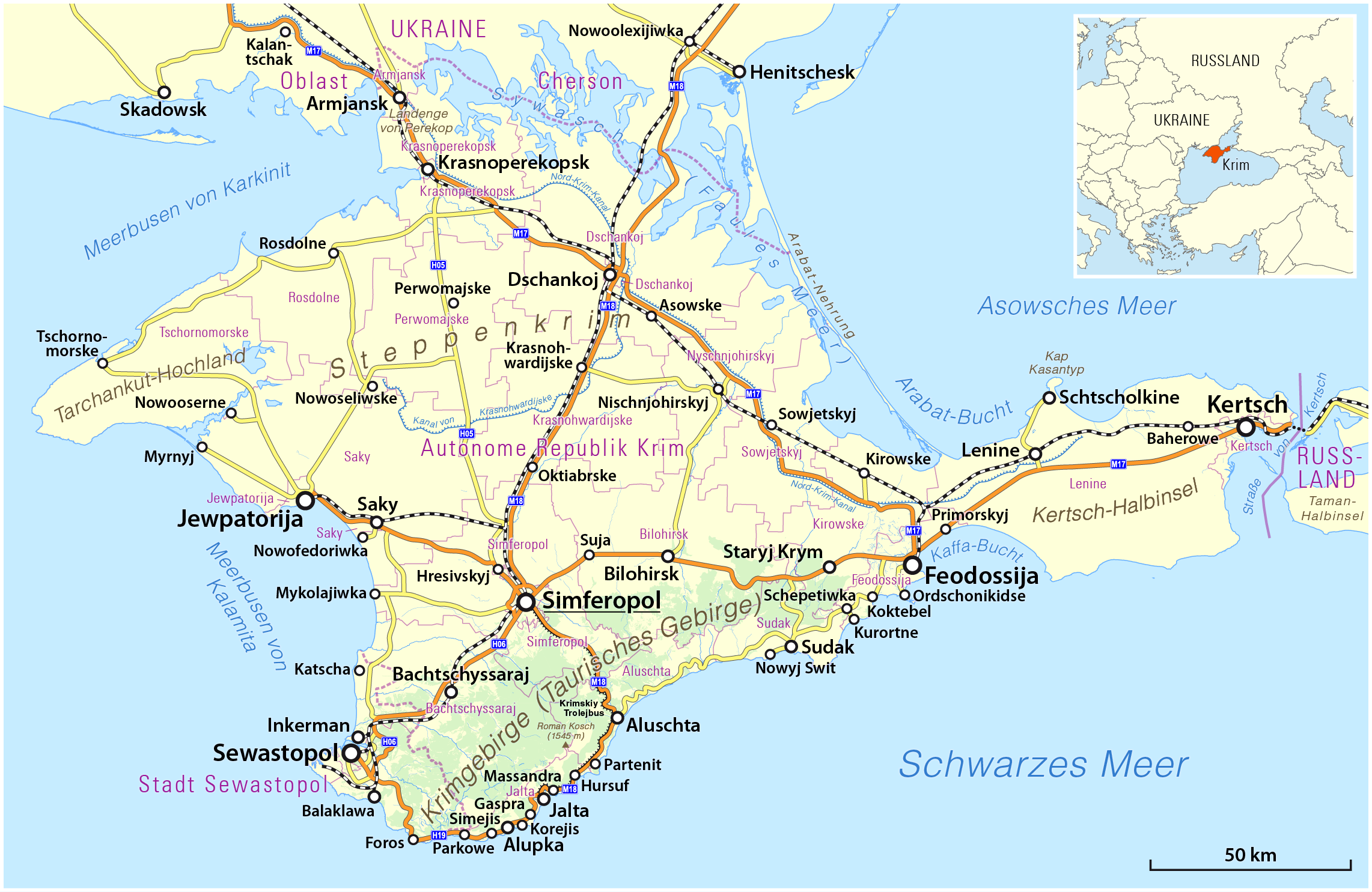
Bản đồ của bán đảo Krym

Trưng cầu dân ý Krym 2014 diễn ra vào ngày 16 tháng 3 năm 2014 tại Cộng hòa tự trị Krym, lãnh thổ từng thuộc về nước Ukraina, hiện do nước Nga quản lý. Bối cảnh của cuộc trưng cầu dân ý là việc thay đổi chính quyền tại Ukraina, kết quả của những cuộc biểu tình Euromaidan, và cuộc Khủng hoảng Krym 2014 với sự can thiệp của quân đội chuyên nghiệp không mang quân hiệu. Hội đồng người Tataren kêu gọi tẩy chay cuộc trưng cầu dân ý này.
Thời điểm đi bầu bị dời sớm lại 2 lần (ban đầu dự định ngày 25 tháng 5 được dời lại vào ngày 30 tháng 3, rồi ngày 16 tháng 3), bởi quốc hội địa phương Krym và bởi chủ tịch hội đồng bộ trưởng địa phương Krym mới Sergei Aksjonow của đảng 'Nga Thống nhất', mà nắm quyền từ ngày 27 tháng 2 năm 2014. Các phóng viên ngoại quốc bị hăm dọa. Cả tuần trước đó xảy ra nhiều rắc rối, trong đó các ký giả bị các lực lượng trang bị vũ trang thân Nga tấn công, đánh đập, máy chụp hình và phim ảnh bị cướp mất. Vào tối hôm thứ bảy, một ngày trước ngày bầu cử, nhiều người trang bị vũ trang đột nhập vào khách sạn Moskva và khám xét phòng của các phóng viên. Trong cuộc bầu cử người dân có thể lựa chọn 2 điều, tuy nhiên không thể chọn tình trạng chính trị như trước cuộc khủng hoảng Krym 2014.

## Bối cảnh
Sau khi cựu tổng thống Ukraina, ông Viktor Yanukovych bị lật đổ, Tổng thống Nga Putin đã ra lệnh bắt đầu kế hoạch "đưa Crimea về với Nga" sau cuộc họp kéo dài suốt đêm vào ngày 22 tháng 2 năm 2014. Cuộc họp này được triệu tập 
ban đầu nhằm vạch ra một kế hoạch giải cứu cho Yanukovych, bao gồm các giới chức từ các cơ quan đặc vụ và Bộ Quốc phòng ở Điện Kremlin.

## Diễn biến

### Tước quyền Anatolij Mohiljow
Sau khi các phe nhóm vũ trang lạ chiếm tòa nhà quốc hội Krym ở Simferopol ngày 27 tháng 2 năm 2014, họ treo cờ Nga lên và dựng rào cản, những đại biểu quốc hội có mặt được cho phép vào, nhưng phóng viên báo chí không được tham dự, vì đó là cuộc họp kín. Trong cuộc họp đặc biệt đó 64 đại biểu có mặt, theo lời của nữ phát ngôn viên quốc hội, 61 đại biểu đồng ý tổ chức một cuộc trưng cầu dân ý về về nền độc lập của Krym vào ngày 25.05.2014, cùng ngày với cuộc bầu cử tổng thống tại Ukraina.

Trong cuộc họp đó đương nhiệm thủ tướng của Krym từ ngày 8 tháng 11 năm 2011, Anatolij Mohiljow, của đảng Các Vùng (PR) bị hạ bệ, được thay thế bởi ông Sergei Aksjonow (đảng Nga Thống nhất). Aksjonow tuyên bố lần đầu tiên vào ngày 1.03.2014, sẽ tổ chức cuộc trưng cầu dân ý cho nền độc lập vào ngày 30 tháng 3 năm 2014. Vào ngày 6 tháng 3 quốc hội của Cộng hòa tự trị Krym lại quyết định dời cuộc trưng cầu dân ý một lần nữa vào ngày 16 tháng 3 năm 2014.

### Diễn tiến cho tới trưng cầu dân ý
Hội đồng dân tộc Krym Tatar tuyên bố, cuộc trưng cầu dân ý này là bất hợp pháp, và kêu gọi dân chúng Krym Tatar tẩy chay cuộc bầu cử. Chính quyền tạm thời ukraina ở Kiev tuyên bố việc thay đổi thủ tướng ở Simferopol là bất hợp pháp.

Chính quyền ở Kiev cũng cho là cuộc trưng cầu dân ý là bất hợp pháp, và không thỏa hiệp với hiến pháp Ukraina, làm như vậy chính quyền ở Krym đã vượt qua thẩm quyền mà hiến pháp cho phép họ. Tổng thống tạm thời Olexandr Turtschynow cho ban hành một sắc lệnh hủy bỏ quyền quyết định đó của quốc hội Krym.. 

Quốc hội Krym mời tổ chức OSCE tới quan sát cuộc trưng cầu dân ý. Nhưng tổ chức này từ chối, với lý do là cuộc trưng cầu này không thỏa hiệp với hiến pháp và không có lời mời của chính phủ Ukraina.

### Phản ứng quốc tế
Tất cả các thành viên của G8 (ngoại trừ Nga) cũng như chủ tịch của Ủy hội châu Âu và chủ tịch của Ủy ban châu Âu tuyên bố vào ngày 12 tháng 3 năm 2014, không công nhận cuộc trưng cầu dân ý ở Krym. Sự sáp nhập Krym vào Nga bị cho là vi phạm Hiến chương Liên Hợp Quốc, vi phạm cam kết của Nga đối với Hiệp ước Helsinki vào năm 1975, đối với hợp đồng thân hữu và hợp đồng được đóng quân với Ukraina vào năm 1997 và Giác thư Budapest (tháng 12 năm 1994).

Quốc hội Liên minh châu Âu ủng hộ những quyết định này vào ngày 13 tháng 3 năm2014. và đòi hỏi những quân đội của Nga đóng quân ở Ukraina bất hợp pháp phải rút về ngay lập tức. Họ cũng đòi hỏi chính phủ Ukraina phải bảo vệ quyền lợi của các dân tộc thiểu số trong nước, gồm cả quyền của người Ukraina gốc Nga. Họ đòi hỏi phải đưa ra những luật lệ bao quát về ngôn ngữ, nhằm nâng đỡ tất cả các ngôn ngữ của các dân tộc thiểu số.

Vào ngày 15 tháng 3 năm 2014, tức một ngày trước cuộc trưng cầu dân ý, Nga phủ quyết một nghị quyết của Hội đồng Bảo an Liên Hợp Quốc. Trung Quốc, đồng minh của Nga trong Hội đồng Bảo an bỏ phiếu trắng trong khi tất cả 13 thành viên còn lại của hội đồng đều bỏ phiếu thuận cho rằng cuộc trưng cầu dân ý đòi độc lập cho Krym vào ngày 16 tháng 3 là không có giá trị pháp lý.

### Cuộc bầu cử
Cuộc trưng cầu dân ý về việc có ly khai khỏi Ukraina để sáp nhập với Nga diễn ra vào ngày 16 tháng 3 năm 2014. Khoảng 1,5 triệu công dân có quyền đi bầu có 2 lựa chọn (bằng tiếng Nga, Ukraina, và krymtatar):
1. Ông (bà) có muốn Krym thống nhất với Nga?
2. Ông (bà) có muốn Krym là một phần của Ukraina theo hiến pháp của Cộng hòa Krym vào năm 1992?

Không có sự lựa chọn tiếp tục là một phần của Krym với hiến pháp hiện thời, hay với nhiều quyền tự trị hơn.

Chủ tịch ủy ban bầu cử, Mikhail Malyshev, tuyên bố kết quả tạm thời, theo đó 95,5% phiếu bầu đồng ý thống nhất Krym vào nước Nga, 3,5% lựa Krym là một phần của Ukraina và 1% phiếu không hiệu lực. Số người đi bầu khoảng 82%. Sau đó theo thông tấn xã Nga RIA Novosti 96,77 % khoảng 1,233 triệu phiếu đồng ý nhập vào Nga. Số người đi bầu là 83,1%.

## Kết quả
Ngày 18 tháng 3, Putin và Aksjonow ký hợp đồng nhận bán đảo Krym là một phần của nước Nga.

Ngày 19 tháng 3, chính phủ Ukraina loan báo là sẽ rút binh lính và gia đình họ ra khỏi bán đảo Krym. Bộ Ngoại giao của Ukraina tuyên bố là sẽ không tiếp tục chức vụ chủ tịch Cộng đồng các Quốc gia Độc lập (CIS) mà họ đang giữ. Cùng ngày hội đồng an ninh quốc gia Ukraina biểu quyết là Ukraina rút toàn bộ ra khỏi tổ chức này.

Ngày 27 tháng 3, Đại hội đồng Liên Hợp Quốc đã biểu quyết thông qua dự thảo nghị quyết trong đó tuyên bố cuộc trưng cầu dân ý tại Krym, dẫn đến việc bán đảo này sáp nhập vào Nga, là bất hợp pháp, đồng thời tái khẳng định sự toàn vẹn lãnh thổ của Ukraine. 100 nước đã bỏ phiếu ủng hộ nghị quyết tuyên bố cuộc trưng cầu dân ý tại Krym bất hợp pháp. 11 nước trong đó có Belarus, Triều Tiên, Cuba, Venezuela, Syria đã bỏ phiếu chống và 58 nước khác, trong đó có Trung Quốc, Campuchia và Việt Nam, bỏ phiếu trắng.

### Trừng phạt
Ngày 17 tháng3, các ngoại trưởng của khối Liên minh châu Âu đồng ý trừng phạt bằng cách cấm 8 người Ukraina và 13 Nga vào các nước Liên minh Âu châu cũng như phong tỏa tài khoản của họ. Còn Hoa Kỳ chỉ trừng phạt tương tự 4 người Ukraina và 7 người Nga. Mục đích phong tỏa tài khoản số người Ukraina trên của EU là để lấy lại tiền biển thủ hay tham ô của họ..

Trong khi đó, chính phủ Nhật Bản cho hành động của Nga công nhận nền độc lập của bán đảo Krym là vi phạm chủ quyền và sự vẹn toàn lãnh thổ của Ukraina, và phản ứng bằng cách ngưng các cuộc đàm phán việc đơn giản hóa thủ tục thị thực nhập cảnh và về các hiệp ước đầu tư mới cũng như một hiệp định du hành vũ trụ .

Ngày 20 tháng 3 Hoa Kỳ gia tăng trừng phạt bằng cách đưa thêm 19 người Nga vào danh sách bị cấm vào nước Hoa Kỳ cũng như nhà băng Rossija. Trong danh sách đó có nhiều người gần gũi cá nhân Putin như tổng giám đốc xe lửa nhà nước Nga Wladimir Jakunin cũng như anh em Arkadij và Boris Rotenberg, những người mà thân cận với Putin từ thập niên 1990. Ngoài ra còn có vua dầu lửa Gennadij Timtschenko. Nhà băng Rossija là nơi mà Putin và nhiều thành viên của nhóm lãnh đạo Nga đầu tư. Washington muốn là nhà băng này không những không được hoạt động tại Hoa Kỳ, mà cả bất cứ nơi nào khác ngoài nước Nga ra. Ở Moskva, Nga phản ứng bằng cách công bố danh sách của 9 chính trị gia và viên chức, mà sẽ không được phép vào Nga nữa. Trong đó có John McCain, phát ngôn viên của Hạ nghị viện, John Boehner và trưởng nhóm đảng Dân chủ trong Thượng nghị viện, Harry Reid. Ngoài ra còn có nhiều cố vấn của Tổng thống Hoa Kỳ Barack Obama cũng nằm trong danh sách này.

Ngày 21 tháng 3, nhà băng Rossija cho biết 2 hãng thẻ tín dụng Visa và Mastercard không còn cho thân chủ của họ sử dụng thẻ của 2 hãng này nữa. Cả khách hàng nhà băng Sobinbank, một hãng con của Rossija cũng bị tương tự. Cả nhà băng SMP Bank, được kiểm soát bởi 2 anh em Arkadi và Boris Rotenberg cũng cho biết, là thân chủ của họ cũng không thể trả tiền, hay rút tiền ra bằng 2 thẻ tín dụng này.

ngày 1 tháng 4, 28 ngoại trưởng của các nước thành viên NATO quyết định ngưng các hoạt động chung về dân sự cũng như quân sự của NATO với Nga .

Ngày 2 tháng 4, Cơ quan Hàng không và Vũ trụ Mỹ - NASA, theo như trang mạng The Verge dựa vào tin tức nội bộ của cơ quan này, cấm các nhân viên của mình ra vào nước Nga, cũng như người Nga không được vào cơ sở của NASA. Ngoài ra các liên lạc bằng thơ điện tín, điện thoại và hội nghị truyền hình cũng bị đình chỉ. Ngoại lệ là các hoạt động chung tại trạm vũ trụ quốc tế ISS. Từ mùa hè năm 2011, Hoa Kỳ đưa người lên trạm ISS dùng tàu vũ trụ Soyuz của Nga. Mỗi chuyến đi phải trả cho Nga 70 triệu USD. Tàu vũ trụ mới của Hoa Kỳ sắp chế xong, dự định bay thử trong năm 2014.